# 와이번

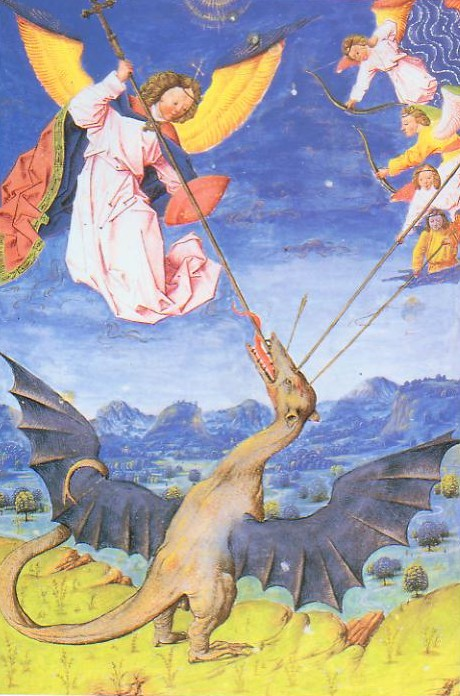

와이번(wyvern [ˈwaɪvərn][*])은 드래곤의 머리와 날개, 파충류의 몸통, 두 개의 다리(다리는 없을 때도 있음), 꼬여있는 꼬리를 가진 전설의 생물이다.
"와이번"(wyvern)이라는 말은 17세기 이전부터 "날개 달린 이족(二足) 드래곤"이라는 의미로 사용되었다. 이것은 중세 영어(13세기)의 "와이버"(wyver)가 변형된 것이며, 그것은 또 고대 프랑스어의 "비브르"(wivre)에서 유래한 말이다. "비브르"는 라틴어 "비페라"(vipera)에서 유래되었으며, 이것은 살무사(viper)라는 뜻이다.
와이번은 중세의 동물우화집에 최초로 나타난 것으로 생각되며 현대의 판타지 작품들에서도 빈번하게 나타난다.

## 같이 보기
- 린드부름
- SK 와이번스